# Мотика (Підляське воєводство)
Мотика (пол. Motyka) — село в Польщі, у гміні Пйонтниця Ломжинського повіту Підляського воєводства.
Населення — 38 осіб (2011).
У 1975-1998 роках село належало до Ломжинського воєводства.

## Демографія
Демографічна структура станом на 31 березня 2011 року:
|          | Загалом | Допрацездатний вік | Працездатний вік | Постпрацездатний вік |
| -------- | ------- | ------------------ | ---------------- | -------------------- |
| Чоловіки | 22      | 6                  | 12               | 4                    |
| Жінки    | 16      | 5                  | 7                | 4                    |
| Разом    | 38      | 11                 | 19               | 8                    |